# Memotech
Memotech era un'azienda di elettronica sita nel Regno Unito. Negli anni ottanta produceva espansioni di memoria per Sinclair ZX81. 
In un secondo momento sviluppò una sua serie di computer: MTX500, MTX512 e RS128, che non furono un successo commerciale. L'azienda chiuse nel 1985.